# Plucker
Plucker ist ein kleines Computerprogramm für PDAs, mit dem man speziell vorbereitete Webseiten offline lesen kann. Auf diese Weise hat man zum Beispiel Nachrichtendienste, Zeitungsartikel, Fernsehprogramme oder Veranstaltungskalender unterwegs griffbereit.
Um Webseiten mit Plucker auf dem PDA lesen zu können, benötigt man neben dem Anzeigeprogramm selbst noch einen Plucker-Parser (oder „Distiller“), der in der Regel auf dem Desktop-PC läuft und die Seiten aus dem Internet lädt und in das Plucker-Format umwandelt. Da es sich dabei meistens um
Kommandozeilenprogramme handelt, gibt es zusätzlich grafische Frontends, welche die Bedienung vereinfachen. Profis benutzen zum Konvertieren von Seiten, die nicht extra für Handheld-Computer gedacht sind, außerdem einen Proxyfilter, der zum Beispiel große Bilder oder Skripte aus den Webseiten entfernt.
Obwohl Plucker ursprünglich für Palm-Geräte entwickelt wurde, gibt es mittlerweile auch Betrachter für Windows-Mobile-basierte Geräte (Vade Mecum), für Desktop-Windowsvarianten (siehe Verweis) sowie für Linux (Okular, FBReader). Bei diesen Programmen handelt es sich um freie Software.